# Оксфорд (Пенсилванија)
Оксфорд (енгл. Oxford) град је у америчкој савезној држави Пенсилванија.

## Демографија
По попису из 2010. године број становника је 5.077, што је 762 (17,7%) становника више него 2000. године.
| Група             | 2000.         | 2010.         |
| Белци             | 3.062 (71,0%) | 3.041 (59,9%) |
| Афроамериканци    | 512 (11,9%)   | 458 (9,0%)    |
| Азијати           | 27 (0,6%)     | 43 (0,8%)     |
| Хиспаноамериканци | 697 (16,2%)   | 1.464 (28,8%) |
| Укупно            | 4.315         | 5.077         |